# Ироду Сундар
Ироду Сундар (там. ஈரோடு சௌந்தர்; 1957, около Ироду, Мадрас — 5 декабря 2020, Ироду, Тамилнад) — индийский сценарист и кинорежиссёр
, работавший в кино на тмаильском языке. Трехкратный лауреат Кинопремии штата Тамил-Наду.

## Биография
Родился деревне Натагаундан Палаям недалеко от Ироду, при рождении получив имя Сундар Раджан.
В кино дебютировал в 1991 году, написав сценарий к фильму Cheran Pandiyan режиссёра К. С. Равикумара, который принёс ему Кинопремии штата Тамил-Наду за лучший сценарий и диалоги.
Фильм положил начало тесному сотрудничеству режиссёра и сценариста, которое длилось в течение 1990-х годов.
Среди их совместных работ фильмы Putham Pudhu Payanam (1991) и Samudhiram (2001).
В своих сценариях Сундер обращался в основном к деревенскому образу жизни.
Его наиболее известной работой стала драма Nattamai (1994), где он также сыграл небольшую роль.
Эта работа также была отмечена кинопремией штата.
В 2000 году фильм был переснят на хинди, а Сундар выступил сценаристом ремейка.
За свою карьеру он написал сценарии к шестнадцати фильмам и снялся в шести, включая такие хиты как Dasavathaaram (2008) и Lingaa (2014).
Он также выступил как режиссёр в фильмах Muthal Seethanam (1992) и Simmarasi (1998).
Его последней работой был драматический и романтический фильм Ayya Ullen Ayya, вышедший 3 января 2020 года. В нём дебютировал его внук Капилеш.
Сундар много лет страдал от проблемы с почками.
Он скончался 5 декабря 2020 года в больнице Ироду, куда был госпитализирован из-за одышки. У него остались жена Валармати и дочери Калаяраси и Гаятри.